# Poetry Slam Cph.
Poetry Slam Cph. (PSC) er navnet på foreningen bag en litterær oplæsningsscene for poetry slam i København.
PSC har siden stiftelsen i september 2004 arrangeret oplæsninger i digt-konkurrenceformen poetry slam på Ideal Bar i Vega på Vesterbro.
Foreningen bestod oprindelig af Frederik Bjerre Andersen, Claus Ankersen, Nicolas Jespersen, Caspar Berg og Alan Hammerlund. Berg og Hammerlund forlod arrangørgruppen i foråret 2005, og Jacob Hallgren og Lasse Thorning overtog deres pladser. Senere trådte Frederik Bjerre Andersen ud af arrangørgruppen og afløstes af Thorkil Jacobsen.
Medstifteren Claus Ankersen er således nu den eneste som har været med fra starten.
Foruden et månedligt arrangementer på Ideal Bar er PSC også aktiv på undervisningsinstitutioner og med egne shows.
Foreningen er opløst

## Ekstern Link
- Poetry Slam Cph.s hjemmeside Arkiveret 5. januar 2010 hos  Wayback Machine